# Acronicta melaina
Acronicta melaina är en fjärilsart som beskrevs av Schütze 1955. Acronicta melaina ingår i släktet Acronicta och familjen nattflyn. Inga underarter finns listade i Catalogue of Life.